# Challenge Sprint Pro 2012
El Challenge Sprint Pro 2012 se disputó en Quebec (Canadá), el 6 de septiembre de 2012.
Se celebró el día anterior al Gran Premio de Quebec, prueba perteneciente al UCI WorldTour.
Cada equipo participante en el Gran Premio de Quebec escogió a un corredor para la carrera, y también participaron 3 corredores canadienses clasificados en una prueba paralela al principio del día. 
Mediante series eliminatorias de 3 o 4 corredores, los 2 primeros de cada una se clasificaron progresivamente hasta llegar a la final. Zachary Bell, del equipo SpiderTech, batió en la final a Rémi Pelletier-Roy, Matthew Goss y Michael Matthews, quienes fueron 2º, 3º y 4ª respectivamente.

## Participantes
La siguiente es la lista de ciclistas que participaron:
| Los 18 participantes de los equipos UCI ProTeam | Los 18 participantes de los equipos UCI ProTeam | Los 18 participantes de los equipos UCI ProTeam | Los 18 participantes de los equipos UCI ProTeam |
| Ciclista                                        | Equipo                                          | Ciclista                                        | Equipo                                          |
| ----------------------------------------------- | ----------------------------------------------- | ----------------------------------------------- | ----------------------------------------------- |
| Salvatore Puccio                                | Sky Procycling                                  | Timothy Duggan                                  | Liquigas-Cannondale                             |
| Gerald Ciolek                                   | Omega Pharma-Quick Step                         | Maxime Vantomme                                 | Katusha Team                                    |
| Matthew Goss                                    | Orica-GreenEDGE                                 | Danilo Wyss                                     | BMC Racing Team                                 |
| Borut Božič                                     | Astana Pro Team                                 | Dennis Vanendert                                | Lotto-Belisol Team                              |
| Michael Matthews                                | Rabobank Cycling Team                           | Enrique Sanz                                    | Movistar Team                                   |
| Tony Gallopin                                   | RadioShack-Nissan                               | Heinrich Haussler                               | Garmin-Sharp                                    |
| Alan Pérez                                      | Euskaltel-Euskadi                               | Matteo Bono                                     | Lampre-ISD                                      |
| Marco Marcato                                   | Vacansoleil-DCM                                 | Sandy Casar                                     | FDJ-BigMat                                      |
| Julien Bérard                                   | Ag2r La Mondiale                                | Nick Nuyens                                     | Team Saxo Bank-Tinkoff Bank                     |
| Los 4 participantes de equipos invitados        |                                                 |                                                 |                                                 |
| David Veilleux                                  | Team Europcar                                   | Aleksejs Saramotins                             | Cofidis, le Crédit en Ligne                     |
| Zachary Bell                                    | SpiderTech powered by C10                       | Rèmi Pelletier-Roy                              | Selección de Canadá (Canadá 1)                  |
| Los 2 canadienses clasificados previamente      |                                                 |                                                 |                                                 |
| Ben Chaddock                                    | Canadá 2                                        | Anton Varabei                                   | Canadá 3                                        |

## Primera Ronda
| # | Ciclista          | Equipo                 |
| - | ----------------- | ---------------------- |
| 1 | Heinrich Haussler | Garmin-Sharp           |
| 2 | Anton Varabei     | Canadá 3               |
| 3 | Salvatore Puccio  | Sky                    |
| 4 | Nick Nuyens       | Saxo Bank-Tinkoff Bank |

| # | Ciclista           | Equipo                  |
| - | ------------------ | ----------------------- |
| 1 | Rémi Pelletier-Roy | Canadá 1                |
| 2 | Enrique Sanz       | Movistar                |
| 3 | Gerald Ciolek      | Omega Pharma-Quick Step |
| 4 | Sandy Casar        | FDJ-BigMat              |

| # | Ciclista            | Equipo          |
| - | ------------------- | --------------- |
| 1 | Matthew Goss        | Orica-GreenEDGE |
| 2 | Aleksejs Saramotins | Cofidis         |
| 3 | Matteo Bono         | Lampre-ISD      |
| 4 | Dennis Vanendert    | Lotto-Belisol   |

| # | Ciclista       | Equipo            |
| - | -------------- | ----------------- |
| 1 | Borut Božič    | Astana            |
| 2 | Alan Pérez     | Euskaltel-Euskadi |
| 3 | Danilo Wyss    | BMC Racing        |
| 4 | David Veilleux | Europcar          |

| # | Ciclista         | Equipo          |
| - | ---------------- | --------------- |
| 1 | Zachary Bell     | SpiderTech-C10  |
| 2 | Michael Matthews | Rabobank        |
| 3 | Maxime Vantomme  | Katusha         |
| 4 | Marco Marcato    | Vacansoleil-DCM |

| # | Ciclista       | Equipo              |
| - | -------------- | ------------------- |
| 1 | Timothy Duggan | Liquigas-Cannondale |
| 2 | Ben Chaddock   | Canadá 2            |
| 3 | Julien Bérard  | Ag2r La Mondiale    |
| 4 | Tony Gallopin  | RadioShack-Nissan   |

|  | Clasificado a la siguiente ronda. |

## Cuartos de final
| # | Ciclista            | Equipo       |
| - | ------------------- | ------------ |
| 1 | Enrique Sanz        | Movistar     |
| 2 | Borut Božič         | Astana       |
| 3 | Aleksejs Saramotins | Cofidis      |
| 4 | Heinrich Haussler   | Garmin-Sharp |

| # | Ciclista           | Equipo            |
| - | ------------------ | ----------------- |
| 1 | Zachary Bell       | SpiderTech-C10    |
| 2 | Rémi Pelletier-Roy | Canadá 1          |
| 3 | Ben Chaddock       | Canadá 2          |
| 4 | Alan Pérez         | Euskaltel-Euskadi |

| # | Ciclista         | Equipo              |
| - | ---------------- | ------------------- |
| 1 | Matthew Goss     | Orica-GreenEDGE     |
| 2 | Michael Matthews | Rabobank            |
| 3 | Anton Varabei    | Canadá 3            |
| 4 | Timothy Duggan   | Liquigas-Cannondale |

|  | Clasificado a la siguiente ronda. |

## Semifinales
| # | Ciclista           | Equipo   |
| - | ------------------ | -------- |
| 1 | Rémi Pelletier-Roy | Canadá 1 |
| 2 | Michael Matthews   | Rabobank |
| 3 | Enrique Sanz       | Movistar |

| # | Ciclista     | Equipo          |
| - | ------------ | --------------- |
| 1 | Zachary Bell | SpiderTech-C10  |
| 2 | Matthew Goss | Orica-GreenEDGE |
| 3 | Borut Božič  | Astana          |

|  | Clasificado a la siguiente ronda. |

## Final
| # | Ciclista           | Equipo          |
| - | ------------------ | --------------- |
| 1 | Zachary Bell       | SpiderTech-C10  |
| 2 | Rémi Pelletier-Roy | Canadá 1        |
| 3 | Matthew Goss       | Orica-GreenEDGE |
| 4 | Michael Matthews   | Rabobank        |